# Philipp Hyazint von Lobkowicz
Philipp Hyazint von Lobkowicz, in italiano Filippo Giacinto di Lobkowicz (Praga, 25 febbraio 1680 – Vienna, 21 dicembre 1734), fu principe di Lobkowicz dal 1715 al 1734.

## Biografia
Figlio del principe Ferdinand August von Lobkowicz e della sua prima moglie, la contessa Claudia Francesca di Nassau-Hadamar, Philipp Hyazint nacque a Praga nel 1680. Per parte di suo padre era discendente dell'imperatore Ferdinando I del Sacro Romano Impero e di re Federico II di Danimarca, mentre per parte di sua madre era imparentato con le casate dei Nassau, dei Lippe e di Ligne.
Divenuto principe della casata dei Lobkowicz alla morte del padre nel 1715, divenne particolarmente noto alla sua epoca per ospitare presso la propria residenza viennese una delle più importanti collezioni di musica in Europa. Nel corso del suo grand tour come parte della sua formazione culturale, raccolse e poi collezionò diversi spartiti musicali, in particolare di melodie inglesi. Patrocinò largamente l'opera del compositore Sylvius Leopold Weiss, uno dei migliori liutisti dei suoi tempi, che fu insegnante di musica sia di Philip Hyacinth che di sua moglie, dedicando a quest'ultima diverse sue opere.

## Matrimonio e figli
Il 17 ottobre 1703 a Vienna sposò sua cugina, la contessa Eleonore Katharina Charlotte Popel von Lobkowicz (1685-1712), dalla quale ebbe un figlio:
- Ferdinand (nato e morto nel 1704)

Alla morte della prima moglie, il 25 agosto 1721 a Vienna si risposò la contessa Anna Maria von Althann (1703-1754), figlia del conte Michael Ferdinand von Althann e di sua moglie, la contessa Maria Eleonore Lazansky von Bukowa. La coppia ebbe i seguenti figli:
- Wenzel Ferdinand Karl Borromeus Josef Michael Johann Nepomucenus (1723-1739), V principe di Lobkwoticz
- Ferdinand Philipp Joseph von Lobkowicz (1724-1784), VI principe di Lobkowicz, sposò il 10 luglio 1769 a Vienna la principessa Gabriella di Savoia-Carignano, figlia del principe Luigi Vittorio di Savoia-Carignano
- Maria Anna Eleonore Josepha (1725-1729)
- Anne Maria Elisabeth von Lobkowicz (1726-1786), sposò il 15 aprile 1743 il nobile Corfitz Anton Ulfeldt, conte Ulfeldt
- Philipp Josef Joachim Michael Juda Tadeas Prokop Norbert Hillarius Felix (1728-1729)
- Un bambino (nato e morto nel 1728)
- Un bambino (nato e morto nel 1730)
- Karel Josef Filip (maggio-novembre 1732)

## Albero genealogico
|                                                           |                                     |                                  | Genitori                                      |  |  | Nonni |  |  | Bisnonni                                               |  |  | Trisnonni                                                   |  |
|                                                           |                                     |                                  |                                               |  |  |       |  |  | Zdenek Adalbert von Lobkowicz, I principe di Lobkowicz |  |  | Ladislav II Popel von Lobkowicz, barone Popel von Lobkowicz |  |
|                                                           |                                     |                                  |                                               |  |  |       |  |  | Zdenek Adalbert von Lobkowicz, I principe di Lobkowicz |  |  | Ladislav II Popel von Lobkowicz, barone Popel von Lobkowicz |  |
|                                                           |                                     | Johana Berka z Dubé e Lipa       |                                               |  |  |       |  |  | Zdenek Adalbert von Lobkowicz, I principe di Lobkowicz |  |  |                                                             |  |
| Wenzel Eusebius von Lobkowicz, II principe di Lobkowicz   |                                     |                                  |                                               |  |  |       |  |  | Zdenek Adalbert von Lobkowicz, I principe di Lobkowicz |  |  |                                                             |  |
|                                                           |                                     | Polyxena von Pernstein           | Wratislaw von Pernstein, signore di Pernstein |  |  |       |  |  |                                                        |  |  |                                                             |  |
|                                                           |                                     | Polyxena von Pernstein           | Wratislaw von Pernstein, signore di Pernstein |  |  |       |  |  |                                                        |  |  |                                                             |  |
|                                                           |                                     | Polyxena von Pernstein           | Maria de Mendoza                              |  |  |       |  |  |                                                        |  |  |                                                             |  |
| Ferdinand August von Lobkowicz, III principe di Lobkowicz |                                     | Polyxena von Pernstein           |                                               |  |  |       |  |  |                                                        |  |  |                                                             |  |
|                                                           |                                     | Augusto del Palatinato-Sulzbach  | Filippo Luigi del Palatinato-Neuburg          |  |  |       |  |  |                                                        |  |  |                                                             |  |
|                                                           |                                     | Augusto del Palatinato-Sulzbach  | Filippo Luigi del Palatinato-Neuburg          |  |  |       |  |  |                                                        |  |  |                                                             |  |
|                                                           |                                     | Augusto del Palatinato-Sulzbach  | Anna di Jülich-Kleve-Berg                     |  |  |       |  |  |                                                        |  |  |                                                             |  |
| Sofia Augusta del Palatinato-Sulzbach                     |                                     | Augusto del Palatinato-Sulzbach  |                                               |  |  |       |  |  |                                                        |  |  |                                                             |  |
|                                                           |                                     | Edvige di Holstein-Gottorp       | Giovanni Adolfo di Holstein-Gottorp           |  |  |       |  |  |                                                        |  |  |                                                             |  |
|                                                           |                                     | Edvige di Holstein-Gottorp       | Giovanni Adolfo di Holstein-Gottorp           |  |  |       |  |  |                                                        |  |  |                                                             |  |
|                                                           |                                     | Edvige di Holstein-Gottorp       | Augusta di Danimarca                          |  |  |       |  |  |                                                        |  |  |                                                             |  |
| Philipp Hyazint von Lobkowicz, IV principe di Lobkowicz   |                                     | Edvige di Holstein-Gottorp       |                                               |  |  |       |  |  |                                                        |  |  |                                                             |  |
|                                                           | Giovanni Ludovico di Nassau-Hadamar | Giovanni VI di Nassau-Dillenburg |                                               |  |  |       |  |  |                                                        |  |  |                                                             |  |
|                                                           | Giovanni Ludovico di Nassau-Hadamar | Giovanni VI di Nassau-Dillenburg |                                               |  |  |       |  |  |                                                        |  |  |                                                             |  |
|                                                           | Giovanni Ludovico di Nassau-Hadamar | Giovannetta di Sayn-Wittgenstein |                                               |  |  |       |  |  |                                                        |  |  |                                                             |  |
| Maurizio Enrico di Nassau-Hadamar                         | Giovanni Ludovico di Nassau-Hadamar |                                  |                                               |  |  |       |  |  |                                                        |  |  |                                                             |  |
|                                                           |                                     | Ursula di Lippe                  | Simone VI di Lippe                            |  |  |       |  |  |                                                        |  |  |                                                             |  |
|                                                           |                                     | Ursula di Lippe                  | Simone VI di Lippe                            |  |  |       |  |  |                                                        |  |  |                                                             |  |
|                                                           |                                     | Ursula di Lippe                  | Elisabetta di Holstein-Pinneberg              |  |  |       |  |  |                                                        |  |  |                                                             |  |
| Claudia Francesca di Nassau-Hadamar                       |                                     | Ursula di Lippe                  |                                               |  |  |       |  |  |                                                        |  |  |                                                             |  |
|                                                           |                                     | Giovanni VIII di Nassau-Siegen   | Giovanni VII di Nassau-Siegen                 |  |  |       |  |  |                                                        |  |  |                                                             |  |
|                                                           |                                     | Giovanni VIII di Nassau-Siegen   | Giovanni VII di Nassau-Siegen                 |  |  |       |  |  |                                                        |  |  |                                                             |  |
|                                                           |                                     | Giovanni VIII di Nassau-Siegen   | Maddalena di Waldeck                          |  |  |       |  |  |                                                        |  |  |                                                             |  |
| Ernestina Carlotta di Nassau-Siegen                       |                                     | Giovanni VIII di Nassau-Siegen   |                                               |  |  |       |  |  |                                                        |  |  |                                                             |  |
|                                                           |                                     | Ernestina Iolanda di Ligne       | Lamoral I di Ligne                            |  |  |       |  |  |                                                        |  |  |                                                             |  |
|                                                           |                                     | Ernestina Iolanda di Ligne       | Lamoral I di Ligne                            |  |  |       |  |  |                                                        |  |  |                                                             |  |
|                                                           |                                     | Ernestina Iolanda di Ligne       | Anne-Marie de Melun                           |  |  |       |  |  |                                                        |  |  |                                                             |  |
|                                                           |                                     | Ernestina Iolanda di Ligne       |                                               |  |  |       |  |  |                                                        |  |  |                                                             |  |

| Controllo di autorità | VIAF (EN) 77085806 · CERL cnp00816161 · GND (DE) 117145270 |